# William Smith (actor)
William Smith (Columbia, Misuri, 24 de marzo de 1933 - Woodland Hills, Los Ángeles, California, 5 de julio de 2021) fue un actor de cine y televisión, guionista, productor de cine y modelo estadounidense.

## Trayectoria artística
Smith intervino a lo largo de su carrera en cerca de 300 producciones para cine y televisión. Su primer papel lo haría a la edad de solo ocho años, en El fantasma de Frankenstein (1942), y se mantuvo en activo hasta el  2009. Su papel más conocido fue el del siniestro Anthony Falconetti en la serie de televisión de los 70 Hombre rico, hombre pobre (Rich Man, Poor Man).
Tras realizar varias apariciones en el cine como actor infantil, todavía en pequeños papeles que no le permitieron figurar en los créditos, Smith estudió el grado universitario en Artes (Bachelor of Arts) en la Universidad de Siracusa (Syracuse University) y un máster de estudios rusos en la UCLA en Los Ángeles antes de ser contratado por MGM. También realizó estudios en las universidades de la Sorbona en París y en la Ludwig Maximilian University de Múnich. Además del inglés, Smith hablaba con fluidez alemán, francés, ruso y serbo-croata.
Dotado de grandes aptitudes físicas, William Smith tenía una estatura de 1,88 m, y recibía el apodo de Big Bill Smith. Smith practicó deportes como el boxeo, el motocross, el fútbol (jugó como semiprofesional en Alemania) o el esquí alpino. Durante su estancia en la Fuerza Aérea de los Estados Unidos ganó un campeonato de levantamiento de pesas. Ganó varios campeonatos mundiales de lucha y tuvo un récord de 31-1 en victorias y derrotas como boxeador amateur. Formó parte del personal militar norteamericano destinado a la Guerra de Corea. Fue destinado a misiones secretas, sobrevolando el espacio aéreo de la antigua URSS. Estudió artes marciales con el instructor Ed Parker durante algunos años. Fue doblador en escenas de acción de otros actores como el antiguo Tarzán, Lex Barker.
Una vez alejado de sus actividades en las fuerzas aéreas, Smith se centró en su labor como actor, e intervino en múltiples series televisivas como Laredo (1965-1967). En esta serie del oeste de la NBC, interpretaba a Joe Riley, un Ranger de Texas, y apareció al lado de Peter Brown y Neville Brand.
En la serie de Jack Lord Hawaii Five-O, apareció en la última temporada de la serie. Otras series en las que intervino, como estrella invitada, fueron La ley del revolver, Kung Fu,  Buck Rogers, The Rockford Files, El equipo A y Gunsmoke.  En 1976 llegaría su conocido papel de Falconetti en la serie Hombre rico, hombre pobre y en la secuela de esta.
Papeles destacables de Smith en la gran pantalla serían el de Terry Bartell en Más oscuro que el ámbar (Darker than Amber) (1970), junto a Rod Taylor y Jane Russell; el del brutal villano en un futuro posapocalíptico de Nueva York, año 2012 (The Ultimate Warrior) (1975), junto a Yul Brynner y Max Von Sydow; el del rival de Clint Eastwood en la pelea cumbre a puñetazos de Any Which Way You Can (1980); el del padre de Arnold Schwarzenegger en Conan el bárbaro (1982) o el de un comandante ruso en Amanecer rojo (Red Dawn) (1984). Francis Ford Coppola contó con él en The Outsiders (1983) y en La ley de la calle (1984), como empleado de una tienda y oficial de policía, respectivamente.
También fue una presencia habitual en subgéneros comerciales como el blaxploitation y el cine de motoristas.
En publicidad, Smith fue Marlboro Man en los comerciales o anuncios de la popular marca de cigarrillos rubios norteamericanos, antes de que estos se interrumpieran por las rígidas leyes contra el tabaco aprobadas en los Estados Unidos. También probó otras facetas fuera de la actuación, como la producción, la dirección o la escritura de guiones.[cita requerida]
Murió el 5 de julio de 2021 en el Motion Picture & Television Country House and Hospital de los Ángeles.

## Filmografía seleccionada

### Cine
- El fantasma de Frankenstein (1942)
- La canción de Bernadette (1943)
- Going My Way (1944)
- Cita en ST. Louis (Going my Way) (1944)
- Lazos humanos (A Tree Grows in Brooklyn) (1945)
- Gilda (Gilda) (1946)
- El muchacho de los cabellos verdes (1948)
- Como atrapar a un marido (1959)
- El continente perdido (1961)
- El profesor chiflado (1963)
- Esposa por catálogo (1964)
- Run, Angel, Run! (1969)
- Angels Die Hard (1970)
- Nam's Angels (1970)
- Más oscuro que el ámbar (Darker than Amber) (1970)
- La familia Manson (1970)
- Runaway, Runaway (1971)
- Hammer (1972)
- Invasion of the Bee Girls (1973)
- El último héroe americano (1973)
- Con furia en la sangre (The Deadly Trickers) (1973)
- Dulces mujeres (1974)
- Nueva York, año 2012 (The Ultimate Warrior) (1975)
- Hollywood Man (1976)
- Alerta: Misiles (Twilight's Last Gleaming) (1977)
- El rabino y el pistolero (The Frisco Kid) (1979)
- Fast Company
- Any Which Way You Can (1980)
- The Cop Killers (1981)
- Conan el bárbaro (1982)
- Rebeldes (The Outsiders) (1983)
- Amanecer rojo (Red Dawn) (1984)
- La ley de la calle (Rumble Fish) (1984)
- Llamada a un reportero (1985)
- Juego sucio en Las Vegas (1985)
- El ojo del tigre (The Eye of the Tiger) (1986)
- Maniac Cop (1988)
- Cabeza de pelotón (1988)
- A prueba de balas (1988)
- Terror in Beverly Hills (1989)
- Sin remisión (1992)
- Muerto el 4 de julio (1997)

### Televisión
- Zero One (1962-1965)
- El virginiano (1963-1968)
- Perry Mason (1964)
- La hora de Alfred Hitchcock (1964)
- Caravana (serie de TV) (1964)
- Laredo (serie de TV) (1965-1967)
- Custer (1967)
- Daniel Boone (1967-1970)
- Batman (serie de TV) (1968)
- Death Valley Days (1969-1970)
- Ironside' (1969-1973)
- Mission: Impossible (1971-1972)
- The Manhunter (1972)
- Colombo; La Selva del Invernadero (1972)
- Kung Fu (1973)
- La ley del revólver (1972-1975)
- Las calles de San Francisco (1974)
- El hombre de los seis millones de dólares (1974)
- Los casos de Rockford (The Rockford Files) (1974)
- El planeta de los simios (serie de TV) (1974)
- Los hombres de Harrelson (S.W.A.T.) (1975)
- En ruta (1975)
- Barnaby Jones (1976)
- El caballero azul (1976)
- La mujer policía (1976)
- Hombre rico, hombre pobre (1976-1977)
- La fuga de Logan (1977)
- Las Vegas (1979)
- The Rebels (1979)
- Hawai 5-0 (1979-1980)
- Buck Rogers, aventuras en el siglo 25 (1980)
- Hagen (1980)
- El sheriff chiflado (1981)
- Chips (1980-1983)
- Code Red (1982)
- Matt Houston (1982)
- The Fall Guy (1982-1983)
- Knight Rider (1983)
- Benson (1983)
- Emerald Point N.A.S. (1983)
- Simon & Simon (1983-1985)
- El equipo A (The A-Team (1983-1986)
- The Jerk, Too (1984)
- Mascarada (1984)
- Riptide (1984)
- Master (1984)
- El espantapájaros y la Sra. King (1984)
- La rosa amarilla (1984)
- Dos contra elcrímen (1985)
- T.J. Hooker (1985)
- Wildside (1985)
- Autopista hacia el cielo (1986)
- Más allá de los límites de la realidad (1986)
- Se ha escrito un crimen (Murder She Wrote) (1986)
- Hunter (1985-1989)
- Downtown (1986)
- Airwolf (1987)
- Los caballeros de Houston (1987)
- The Young Riders (Jóvenes jinetes) (1991)
- Rumbo al sur (1994)
- Walker, Texas Ranger (1995)
- Nash Bridges (1999)
- Justice League (2002)
- MIB (men in black) (1997)
- Focus (2014)